# Teleskoprohr

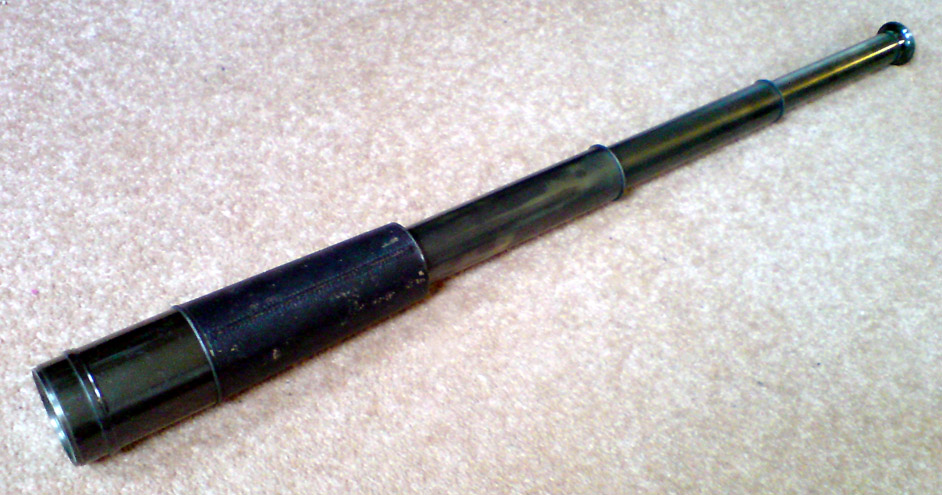
Teleskop-Fernrohr

Ein Teleskoprohr ist ein zumeist zylindrischer Gegenstand, der sich durch das Ineinanderschieben von (im Durchmesser reduzierten) Einzelelementen auszeichnet. Dadurch wird das Volumen während des Transports reduziert und am Einsatzort steht eine größere Nutzlänge zur Verfügung. Typische Anwendungsgebiete sind Stative und Kräne, aber auch der zusammenschiebbare Tubus von Teleskopen, woher sich der Name ableitet.

## Beschreibung
Ein Teleskoprohr besteht aus zwei oder mehr koaxial jeweils ineinander liegenden zylindrischen oder prismatischen, teilweise auch leicht konischen Teilröhren. Jeder der inneren Teleskopteile kann aus dem jeweils nächstgrößeren, der ihn also unmittelbar umhüllt, axial ausgezogen werden. Jeder Auszug endet mit Anschlag oder Arretierung an einer Position, in der die Funktion des Teleskoprohrs als Ganzes noch gesichert ist, es also Stütz-, Biegekraft oder Dichtheit gewährleistet. Bei Teleskop-Angelruten erfolgt der – weiche – Anschlag und die Arretierung durch reibende Drehung unter Zug durch die etwas konische Form der Rohre. Fotostative aus der ersten Hälfte des 20. Jahrhunderts hatten zylindrische Messingrohre mit einer Längsrille, die diese gegen Verdrehen sichert, damit das Einrasten einer Sperrkugel unter Federdruck aus dem inneren Rohr präzise in ein Loch des äußeren Rohrs erfolgt. Um mehrstufige Teleskope wieder zusammenzuschieben, genügte der Druck mit dem Daumennagel auf die Kugel am dicksten Auszug und beherztes Zusammenschieben, denn die Kugeln an den dünneren Rohren werden durch die Kante der übernächsten dickeren ausreichend eingedrückt. Ein Auszug nur einer Teilanzahl der meist höchstens drei oder vier Elemente erforderte bei dieser Konstruktion zuerst den Auszug aller und dann das Lösen und Einschieben des dünnsten Elements. Skistöcke aus Alu-Rundrohr können stufenlos arretiert werden: Drehen des Innenteils spreizt über ein Gewinde Klemmbacken, die innen am Außenrohr haften. Bei Alu-Rundrohr-Fotostativen muss zuerst der dickste Auszug gezogen werden. Das Arretieren erfolgt durch eine gerändelte Überwurfmutter am äußeren Rohr. Etwas schneller sind Klapphebel zu betätigen, die jedoch nichtrunde profilierte Rohre brauchen.

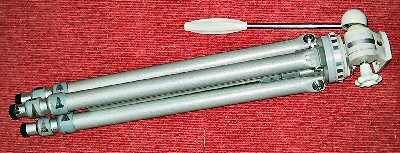
Fotostativ mit Teleskopröhren als Dreibein

Vermesserstative werden ebenfalls durch Klapphebel arretiert, dabei wird jedes der drei Beine oben durch zwei parallele Alurundrohre (oder schwingungsdämpfende Holzstäbe) gebildet, zwischen denen ein Klotz mit zwei halbzylindrischen Nuten gleitet. Das Teleskoprohr-Prinzip ist hier nicht axial-, sondern spiegelsymmetrisch und flach realisiert. Sehr alte Fotostative und Staffeleien haben bisweilen einen ähnlichen flügelmuttergeklemmten Auszug von Holz zwischen zwei Holzwangen, der auch mit einer weiteren Falt-Stufe kombiniert sein kann.
Starke Autokranarme sind für hohen Knick- und Biegewiderstand bei waagrechter Ausladung unter dem Gewicht der Last im Querschnitt höher als breit. Der Teleskopauszug wird innenliegend hydraulisch angetrieben, die Arretierung von bis zu etwa fünf Auszügen erfolgt über Hydraulik-Querbolzen. Für eine gute rollende oder gleitende Führung sind Ober- und Unterseite des Kastenprofils konvex halbrund oder geknickt, bedarfsgerecht und gewichtsminimiert durch aufgeschweißte Bleche versteift.
Beleuchtungs- und Kameramasten für Film, Foto, Überwachung und Baustellen tragen nur relativ leichte Last und werden also oft pneumatisch und damit sauber senkrecht hochgefahren.
Einstufiges Staubsauger-Teleskoprohr ist häufig verdrehgesichert aus Stahl, Alu oder Kunststoff. Es kann durch Tastendruck gelöst werden und rastet etwa alle drei Zentimeter Längenverstellung in einer Rille ein.
Deckenstützen für Betondeckenbau können mit einem Stift durch gestanzte Querlöcher eingestellt und mit einem Gewinde justiert und geklemmt werden.
Für geringes Wackelspiel und gute Kraftüberleitung braucht es eine Mindestüberlappung von Element zu Element von zweifachem Durchmesser oder mehr in Längsrichtung. Dient ein Teleskoprohr eher nur zum Schutz vor Verschmutzung durch Staub, als Berührschutz oder optische Abdeckung, kann es an Maschinen, um die Luftfeder eines Bürodrehstuhls oder am handlich zusammenschiebbaren Teleskop auch zart ausgeführt und bis zu sehr geringer Rest-Überlappung ausgezogen werden.
Genau von dieser Konstruktion eines Linsenfernrohrs mit ausziehbarem Tubus, der auch das Scharfstellen erlaubt, stammt die Bezeichnung Teleskoprohr.
Das Teleskoprohr ist eine technische Verlängerung eines Armes (Auslegers) in Röhrenform, um einen gewünschten Abstand variabel erreichen, überbrücken oder fixieren zu können.

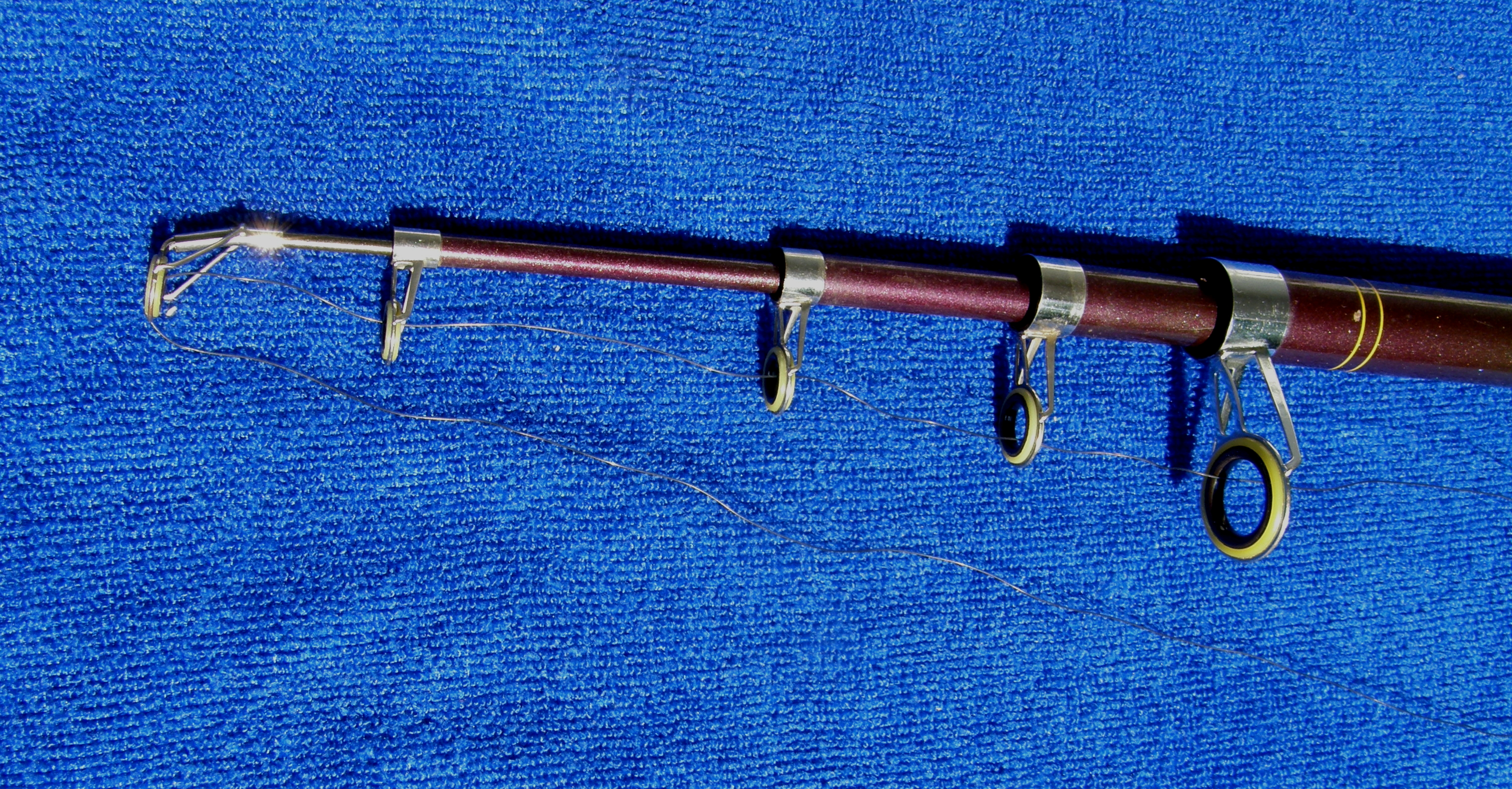
Teleskoprohre einer Teleskoprute

Bekannte Teleskoprohranwendungen sind:
- Antennen an Auto- und Transistor-Kofferradios.
- Fotostativ mit Teleskopröhren als Dreibein und als Einbeinstativ
- ausziehbare Fernrohre der alten Seefahrer und heutigen Spektive
- Hydraulikzylinder
- Luftbetankung mit dem Teleskoptankrohr
- Staubsaugerteleskoprohr
- Selfie-Stick zur „Armverlängerung“ für Fotografen
- als Teleskoprohrkanone in Schleudersitzen für den Rettungsausschuss bei einer Luftnotlage aus Militärflugzeugen
- Teleskoprute zum Angeln
- Teleskopschlagstock
- Teleskopwanderstock beispielsweise beim Nordic Walking
- Teleskopstange an einer Baumsäge
- Teleskopstange für den Fensterputz in Höhen ab drei Meter z. B. (Wintergarten)
- Teleskopdeichsel eines Lkw-Anhängers, die selbsttätig tempoabhängig den Anhänger windschlüpfig nahe zum Zugfahrzeug zieht

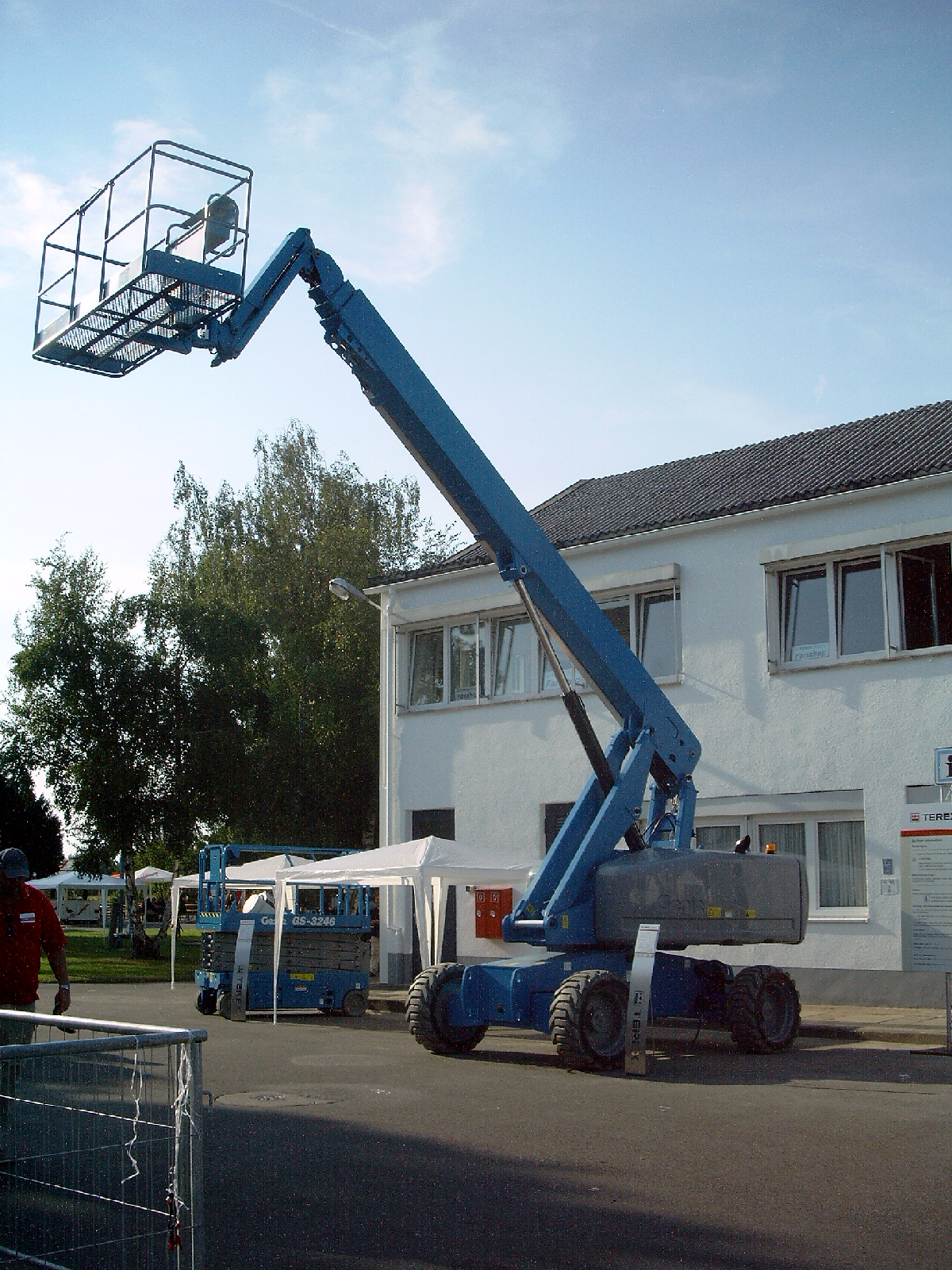
Hebebühne

In Kastenform, z. B. quadratisch, rechteckig, trapezförmig oder dreieckig, werden Teleskopröhren eingesetzt bei:
- Autokran
- Hebebühne
- Mobilkran
- Teleskopkran
- Teleskoplader
- Teleskopmast (Feuerwehr) und Teleskopmast (Bauteil)
- Teleskop-Messstab (oder Teleskopmeter) mit eingebautem Maßband für Innenmessungen und Außenmessungen; für Behörden, Verkehrspolizei, Bauaufnahme und Speditionen zur Ladungsvermessung – auch in geeichter Ausführung

Ähnliches:
- Evolutfeder, in einer Astschere
- teleskopierende gewickelte Papierhülse als Scherzartikel oder Zaubertrick
- Reihe von ineinandersteckenden Hohlwürfeln aus Plastik, die zum Turm gestapelt werden können
- ineinander liegende russische Hohlpuppen Matrjoschka